# Li Kuej-sien
Li Kuej-sien (čínsky pchin-jinem Lǐ Guìxiān, znaky 李贵鲜; * srpen 1937) je bývalý čínský komunistický politik, státní poradce (1988–1998) a guvernér Čínské lidové banky (1988–1993), později místopředseda celostátního výboru Čínského lidového politického poradního shromáždění (1998–2008), předtím tajemník anchuejského (1986–1988) a liaoningského (1985–1986) provinčního výboru Komunistické strany Číny. Byl členem širšího vedení KS Číny jako člen (1985–2007) ústředního výboru.

## Život
Li Kuej-sien se narodil v srpnu 1937 v okrese Kaj-čou na jihu tehdejšího Mandžukua (v dnešní provincii Liao-ning). V letech 1959-1960 se na Čínské vědeckotechnické univerzitě a Pekingském institutu cizích jazyků připravoval na studium v Sovětském svazu. V letech 1960-1965 studoval na Moskevském Mendělejevově chemicko-technologickém institutu, přitom roku 1962 vstoupil do Komunistické strany Číny.
Po návratu do vlasti nejdříve v letech 1965-1967 pracoval ve Výzkumném ústavu č. 12 ministerstva veřejné bezpečnosti, zabával se výzkumem v oblasti elektroniky; v následujících deseti letech působil jako technik, vedoucí dílny, zástupce ředitele, hlavní inženýr a zástupce tajemníka závodního výboru KS Číny státní továrny č. 777.> Od roku 1977 přešel do místní správy na místo zástupce ředitele a hlavního inženýra Úřadu elektronického průmyslu města Ťin-čou a od roku 1979 byl zástupcem ředitele a hlavním inženýrem Úřadu elektronického průmyslu provincie Liao-ning. V letech 1982–1985 byl zástupcem guvernéra provincie Liao-ning,krátce i vedl komisi pro vědu a techniku provinční vlády.
Od června 1985 do dubna 1986 zaujímal pozici tajemníka liaoningského provinčního výboru. Při reorganizaci vedení KS Číny v září 1985 byl koopotován mezi [[12. ústřední výbor Komunistické strany Číny]|členy ústředního výboru]] (znovuzvolen na následujících sjezdech v letech 1987, 1992, 1997 a 2002, z ústředního výboru odešel na XVII. sjezdu v říjnu 2007). v dubnu 1986 přešel z Liao-ningu do stejné funkce (tajemníka provinčního výboru KS Číny) v provincii An-chuej, šéfem anchuejské organizace KS Číny byl dva roky, do dubna 1988.
V dubnu 1998 přešel z An-chueje do centrálních úřadů v Pekingu. Ve vládě Čínské lidové republiky jmenované v dubnu 1988 převzal funkci státního poradce a úřad guvernéra Čínské lidové banky. V následující vládě působící od března 1993 do března 1998 zůstal státním poradcem. V letech 1994–1998 současně vedl Národní školu administrativy.
V březnu 1998 odešel z vlády, náhradou byl zvolen místopředsedou celostátního výboru Čínského lidového politického poradního shromáždění, funkci vykonával dvě funkční období, do března 2008. Poté odešel do penze.